# 橘右龍
橘 右龍（たちばな うりゅう、本名：須賀雅信、1952年 - 2021年9月17日）は橘流寄席文字書家。寄席文字橘会理事。

## 経歴
東京都出身。日本大学豊山高校、日本大学文理学部卒業。
寄席文字との出会いは高校での落語研究会。高校2年生で本牧亭に通い出し、寄席文字の魅力にとりつかれ、大学入学後橘右近に正式に入門。芸人とも親交を深める。1976年に「橘右龍」の名前を許される。
浅草演芸ホール・東洋館の看板・めくりや各種筆耕などを数多く手掛け、寄席文字を理論的に研究した上での普及と橘右近の作品の継承に携わり、ビラ字研究の第一人者であった。
2021年9月17日に心臓病で死去。

## 出演
- 辻井伸行「感動バックヤード」（BS朝日、2017年10月16日）[5]